# UCI Nations’ Cup U23 2013
Der UCI Nations’ Cup U23 2013 ist die 7. Austragung des UCI Nations’ Cup U23, einer seit der Saison 2007 stattfindenden Serie der wichtigsten Rennen im Straßenradsport für Männer U23.

## Rennen
Nationencup-Rennen
| Datum          | Rennen                           | Sieger                  |
| -------------- | -------------------------------- | ----------------------- |
| 6. April       | Flandern-Rundfahrt U23           | Rick Zabel              |
| 10. April      | La Côte Picarde                  | Caleb Ewan              |
| 13. April      | ZLM Tour                         | Yoeri Havik             |
| 7.–9. Juni     | Coupe des Nations Ville Saguenay | Sondre Holst Enger      |
| 24.–31. August | Tour de l’Avenir                 | Rubén Fernández Andújar |

Internationale Meisterschaften
| Datum    | Rennen                                                          | Sieger          |
| -------- | --------------------------------------------------------------- | --------------- |
| 16. März | Asiatische Radsportmeisterschaften – U23-Straßenrennen          | Ali Khademi     |
| 5. Mai   | Panamerikanische Straßen-Radmeisterschaften – U23-Straßenrennen | Richard Carapaz |
| 21. Juli | UEC-Straßen-Europameisterschaften – U23-Straßenrennen           | Sean De Bie     |

## Gesamtwertung
| Position | Nation                 | Punkte |
| -------- | ---------------------- | ------ |
| 1        | Frankreich             | 74     |
| 2        | Vereinigtes Königreich | 64     |
| 3        | Niederlande            | 59     |
| 4        | Norwegen               | 57     |
| 5        | Belgien                | 52     |
| 6        | Kasachstan             | 46     |
| 7        | Italien                | 46     |
| 8        | Deutschland            | 44     |
| 9        | Slowenien              | 42     |
| 10       | Kolumbien              | 41     |